# 山寶鐸花
山寶鐸花（學名：Disporum shimadai）為百合科萬壽竹屬的植物，為臺灣特有種。與同屬的臺灣寶鐸花相較之下，臺灣寶鐸花在葉子部分較為狹長且有明顯葉柄，著生的花朵也比較多。

## 簡介
山寶鐸花為多年生草本植物，莖多為匍匐半直立的狀態，於頂端分歧，單葉互生，葉子邊緣為全緣，上頭幾乎看不到葉柄，至於其形狀則為披針狀卵形，葉基與葉尖部分都是尖的。
花期在春、夏，會開黃綠色或黃色的花，頂生，開的時候不是單一朵便是數朵花以繖形花序方式排列。而後會結球形漿果，其成熟時會呈現紅色。而在秋冬時花果莖葉都會乾枯，只留下地下莖與根過冬，於隔年春天再萌芽生長。

## 分布
臺灣北部、中部及東部中低海拔的森林裡，主要是在山區林緣。

## 扩展阅读
- 維基物種上的相關：山宝铎花